# Utena (ciutat)
Utena ( escoltar (?·pàg.)) és una ciutat al nord-est de Lituània. És la capital del districte municipal d'Utena i del comtat d'Utena. És un dels assentaments més antics de Lituània. El nom de la ciutat probablement deriva del nom del riu Utenėlė; El nom d'Utena es va esmentar per primera vegada el 1261, en un text del rei de Lituània Mindaugas.
Utena és una ciutat industrial. És coneguda per la seva roba, menjar i fàbriques de begudes. En anys recents, tanmateix, carrers, places públiques i grans àrees de parcs de la ciutat van ser reconstruïdes. El 2007, Utena va guanyar un Premi de Plata en la categoria B –municipis amb una població de 10.001 a 50 00 habitants– als Premis Internacionals de Comunitats Habitables, celebrats a Londres.
L'aniversari d'Utena se celebra l'últim cap de setmana de setembre de cada any.

## Geografia
Utena està localitzada al nord-est de Lituània. Cobreix 15.1 km² i és la 8a ciutat de major mida de Lituània. Quatre rius creuen el territori:Vyžuona, Krašuona, Vieša y Utenėlė. Hi ha dos llacs: Dauniškis i Vyžuonaitis.
La temperatura més baixa anotada a Lituània pertany a Utena (-42.9 °C l'1 de febrer de 1956).

### Barris
La ciutat està dividida en 10 barris:
- Aukštakalnis
- Ąžuolija
- Centras (Centre)
- Dauniškis
- Pramonės rajonas (Barri industrial)
- Rašė
- Vyturiai
- Šilinė
- Grybeliai
- Krašuona

### Parcs i jardins
- Jardí de la ciutat
- Parc Vyžuona
- Parc Dauniškis
- Parc Krašuona
- Bosc Aukštakalnis
- Parc Rašė
- Parc Utenėlė
- Parc Vieša
- Parc Monkey

|  |  |  |

## Ciutats agermanades
- Chełm, Polònia
- Kòvel, Ucraïna
- Lidköping, Suècia
- Pontínia, Itàlia
- Preiļi, Letònia
- Třeboň, República Txeca